# Neolamprologus marunguensis
Neolamprologus marunguensis är en fiskart som beskrevs av Büscher, 1989. Neolamprologus marunguensis ingår i släktet Neolamprologus och familjen Cichlidae. Inga underarter finns listade i Catalogue of Life.